# Rafał Ślizeń
Rafał Ślizeń (zm. 1817) – generał adiutant buławy wielkiej litewskiej.
W latach 1776–1783 był starostą starodubowskim, od 1781 krewskim. Konsyliarz Rady Nieustającej, od 1783 był instygatorem i pisarzem skarbowym litewskim. 
Był członkiem 3 niższych wileńskich lóż wolnomularskich w 1781 roku.